# Пантаївська селищна рада
Пантаївська се́лищна ра́да — орган місцевого самоврядування у складі Олександрійського району

## Загальні відомості
- Населення ради: 2 744 особи (станом на 1 січня 2011 року)

## Населені пункти
Селищній раді підпорядкований один населений пункт:
- смт Пантаївка

## Склад ради
Рада складається з 20 депутатів та голови.
- Голова ради: Погорілий Олександр Миколайович
- Секретар ради: Овсянік Олександр Володимирович

### Керівний склад попередніх скликань
| ПІБ                             | Основні відомості                                                | Дата обрання | Дата звільнення |
| ------------------------------- | ---------------------------------------------------------------- | ------------ | --------------- |
| Кукуруза Володимир Зіновійович  | Селищний голова, 1957 року народження, безпартійний              | 26.03.2006   | 31.10.2010      |
| Погорілий Олександр Миколайович | Селищний голова, 1956 року народження, освіта вища, безпартійний | 31.10.2010   |                 |

Примітка: таблиця складена за даними джерела

### Депутати
За результатами місцевих виборів 2010 року депутатами ради стали:

#### За суб'єктами висування
| Суб'єкт висування                                       | Кількість обраних депутатів | %  |
| ------------------------------------------------------- | --------------------------- | -- |
| Комуністична партія України                             | 12                          | 60 |
| Політична партія «Сильна Україна»                       | 4                           | 20 |
| Партія регіонів                                         | 3                           | 15 |
| Політична партія Всеукраїнське об'єднання «Батьківщина» | 1                           | 5  |

#### За округами
| № округу                                                | Прізвище, ім'я, по батькові          | Дата визнання обраним | Освіта         | Партійна приналежність | Відомості про обраного депутата                                                                      |
| ------------------------------------------------------- | ------------------------------------ | --------------------- | -------------- | ---------------------- | --- |
| Комуністична партія України                             |                                      |                       |                |                        | |
| 3                                                       | Ушаков Микола Григорович             | 04.11.2010            | Освіта середня | позапартійний          | пенсіонер                                                                                            |
| 4                                                       | Леміш Меланія Григорівна             | 04.11.2010            | Освіта середня | позапартійна           | пенсіонер                                                                                            |
| 5                                                       | Святець Наталія Володимирівна        | 04.11.2010            | Освіта середня | позапартійна           | магазин ритуальних послуг, реалізатор                                                                |
| 6                                                       | Швець Людмила Іванівна               | 04.11.2010            | Освіта вища    | позапартійна           | загальноосвітній навчальний заклад № 16, вчитель                                                     |
| 7                                                       | Баланюк Валерій Володимирович        | 04.11.2010            | Освіта середня | позапартійний          | тимчасово не працює                                                                                  |
| 8                                                       | Пономаренко Алла Вікторівна          | 04.11.2010            | Освіта вища    | позапартійна           | Пантаївська селищна рада, головний бухгалтер                                                         |
| 11                                                      | Орел Надія Миколаївна                | 04.11.2010            | Освіта вища    | позапартійна           | відділення «Укрпошти», начальник                                                                     |
| 13                                                      | Дишкант Світлана Миколаївна          | 04.11.2010            | Освіта вища    | позапартійна           | загальноосвітній навчальний заклад № 16, вчитель                                                     |
| 15                                                      | Бойко Олександр Володимирович        | 04.11.2010            | Освіта вища    | позапартійний          | комунальне підприємство «Олександрія-водоканал», майстер                                             |
| 16                                                      | Кузьміщев Віктор Іванович            | 04.11.2010            | Освіта вища    | позапартійний          | державне підприємство «Бурвугілля», електромеханік                                                   |
| 17                                                      | Константинов Олександр Володимирович | 04.11.2010            | Освіта вища    | позапартійний          | державне підприємство «Бурвугілля», начальник дільниці                                               |
| 20                                                      | Овсянік Олександр Володимирович      | 04.11.2010            | Освіта вища    | позапартійний          | Пантаївська селищна рада, землевпорядник                                                             |
| Партія регіонів                                         |                                      |                       |                |                        | |
| 1                                                       | Шохіна Лідія Володимирівна           | 04.11.2010            | Освіта вища    | член Партії регіонів   | загальноосвітній навчальний заклад № 16, директор                                                    |
| 10                                                      | Демчик Галина Петрівна               | 04.11.2010            | Освіта вища    | член Партії регіонів   | приватне підприємство «ПобутСервісПром», економіст                                                   |
| 14                                                      | Бурусан Надія Іванівна               | 04.11.2010            | Освіта вища    | позапартійна           | загальноосвітній навчальний заклад № 16, вчитель                                                     |
| Політична партія Всеукраїнське об'єднання «Батьківщина» |                                      |                       |                |                        | |
| 9                                                       | Бабкіна Мар'яна Петрівна             | 04.11.2010            | Освіта середня | позапартійна           | станція Пантаївка, квитковий касир                                                                   |
| Політична партія «Сильна Україна»                       |                                      |                       |                |                        | |
| 2                                                       | Гудзима Ганна Андріїв                | 04.11.2010            | Освіта середня | позапартійна           | приватний підприємець                                                                                |
| 12                                                      | Кравченко Наталія Геннадіївна        | 04.11.2010            | Освіта вища    | позапартійна           | приватне підприємство «ПобутСервісПром», паспортист-бухгалтер                                        |
| 18                                                      | Кузнєцова Олена Миколаївна           | 04.11.2010            | Освіта середня | позапартійна           | Олександрійська загальноосвітня школа-інтернат для дітей позбавлених батьківського піклування, кухар |
| 19                                                      | Шеліпук Володимир Павлович           | 04.11.2010            | Освіта середня | позапартійний          | Знам'янська залізниця, монтер залізничної колії ПЧ-10                                                |